# DiCaprio 2
 (septembre 2018).
Albums de J.I.D
The Never Story
(2017)
Singles
1. 151 Rum
Sortie : 19 septembre 2018
2. Off Deez
Sortie : 6 novembre 2018

DiCaprio 2 est le deuxième album studio de J.I.D, sorti le 26 novembre 2018 sur les labels Dreamville Records, Interscope Records et Spillage Village.

## Réception

### Critique
DiCaprio 2 est bien reçu à sa sortie par la presse specialisée. Sur le site Metacritic, il obtient un score de 80/100 basé sur six critiques.
Mitch Findlay de HotNewHipHop se montre élogieux envers DiCaprio 2 et avance que l'album « révèle l'étendue de son potentiel » et « ne manque pas de lyrisme impressionnant et d’idées musicales intelligentes. Bien que certains artistes puissent se perdre dans l'ambition de leur propre grandeur musicale, JID ne se prépare jamais à échouer, encore moins à faiblir ».

## Liste des pistes
| No  | Titre                                         | Auteur | Producteur(s)                        | Durée |
| --- | --------------------------------------------- | --- | ------------------------------------ | ----- |
| 1.  | Frequency Change                              | Destin Route, John Welch, Eian Parker, Suliman Chillis, Michael Kelly, Barbara Wilson                              | Christo                              | 0:59  |
| 2.  | Slick Talk                                    | Route, Charles Elijah Carter-Callahan, Kenneth Blume, Welch                                                        | EWonder, Kenny Beats, Christo        | 4:29  |
| 3.  | Westbrook (featuring ASAP Ferg)               | Route, Darold Ferguson Jr., Welch                                                                                  | Christo                              | 3:57  |
| 4.  | Off Deez (featuring J. Cole)                  | Route, Jermaine Cole, Chase Dalton Rose, Joel Cavazos, José Vaca Flores                                            | ChaseTheMoney, Dro Fe                | 3:33  |
| 5.  | 151 Rum                                       | Route, John Welch, Peter Mudge                                                                                     | Christo, Nice Rec                    | 2:38  |
| 6.  | Off da Zoinkys                                | Route, Welch, Clara M. Shepherd, Jimmy Lee Weary                                                                   | Christo                              | 3:28  |
| 7.  | Workin Out                                    | Route, Carson Guidicessi, Arthur Herzog, Billie Holiday                                                            | 2thirty5                             | 3:46  |
| 8.  | Tiiied (featuring 6lack et Ella Mai)          | Route, Ricardo Valdez Valentine Jr., Ella Mai Howell, Andrzej Zylis, Anthony Parrino, Ronald Gilmore               | Elite, Ron Gilmore                   | 4:04  |
| 9.  | Skrawberries (featuring BJ the Chicago Kid)   | Route, Bryan Sledge, Cole, Patrick Peter Adams Jordan, Louis David                                                 | J. Cole, Mac Miller, Masego, Gilmore | 3:38  |
| 10. | Hot Box (featuring Method Man et Joey Badass) | Route, Clifford Smith, Jo-Vaughn Virginie Scott, Derrick Hutchins Jr., Zorro Golden-Roberts, Hale Smith, Emil Boyd | Skhye Hutch, Zorro                   | 4:51  |
| 11. | Mounted Up                                    | Route, Justin Bryant, Welch                                                                                        | Hollywood JB, Christo                | 3:02  |
| 12. | Just Da Other Day                             | Route, Bobby Turner Jr., Welch                                                                                     | Bobby Kritical, Christo              | 3:49  |
| 13. | Despacito Too                                 | Route, Frank Parra, Zayden Johnson, Bob James                                                                      | Frankie P.                           | 4:14  |
| 14. | Hasta Luego (Bonus)                           | Route, Ebony Oshunrinde, Kevin Gomringer, Tim Gomringer                                                            | WondaGurl                            | 3:41  |

Samples
- Workin Out comprend un sample de Don't Explain de Helen Merrill.
- Tiiied comprend un sample de Opadajacy Widnokrag de Henryk Debich.
- Despacito Too comprend un sample de Earth Tones de Grover Washington, Jr..